# ガンビア大学
ガンビア大学（ガンビアだいがく、University of The Gambia）は、ガンビア共和国にある国立大学。1999年に設立された、非常に新しい大学であり、同国で唯一の総合大学である。キャンパスはバンジュール郊外のカニフィングにある。教育活動は学部学生の教育が中心であり、大学院は開設されていない。

## 学部
- 医学校
- 農学生物科学部
- 理工学部
- 人文学部
- 社会科学部
- 教育学部
- 経済経営学部